# Petite-Forêt
 Petite-Forêt  es una comuna y población de Francia, en la región de Norte-Paso de Calais, departamento de Norte, en el distrito de Valenciennes y cantón de Valenciennes-Nord.
Su población municipal en 2007 era de 4 928 habitantes. Forma parte de la aglomeración urbana de Valenciennes.
Está integrada en la Communauté d'agglomération de Valenciennes Métropole.

## Demografía
| ABS. | 407 | 423 | 522 | 683 | 625 | 777 | 805 | 868 | 885 | 917 | 1 017 | 1 125 | 1 207 | 1 196 | 1 322 | 1 298 | 1 334 | 1 339 | 1 428 | 1 322 | 1 907 | 2 290 | 2 542 | 2 582 | 2 722 | 2 948 | 2 946 | 3 422 | 3 757 | 5 293 | 5 251 | 4 928 |
| Para los censos de 1962 a 1999 la población legal corresponde a la población sin duplicidades (Fuente: INSEE [Consultar]) |     |     |     |     |     |     |     |     |     |     |       |       |       |       |       |       |       |       |       |       |       |       |       |       |       |       |       |       |       |       |       |       |